# Leavin' Town
| Recensione              | Giudizio |
| ----------------------- | -------- |
| AllMusic                | [ 1 ]    |
| Dizionario del Pop-Rock | [ 2 ]    |

Leavin' Town è il terzo album (secondo uscito per la RCA Victor Records) di Waylon Jennings, fu pubblicato nel settembre del 1966.

## Tracce

### LP
Lato A
1. Leavin' Town – 2:04 (Bobby Bare) – Registrato il 18 febbraio 1966
2. Time to Bum Again – 2:00 (Harlan Howard) – Registrato il 16 febbraio 1966
3. If You Really Want Me to I'll Go – 1:58 (Delbert McClinton) – Registrato il 16 febbraio 1966
4. Baby, Don't Be Looking in My Mind – 2:50 (Harlan Howard) – Registrato il 28 luglio 1965
5. But That's Alright – 2:00 (Autry Inman) – Registrato il 17 febbraio 1966
6. Time Will Tell the Story – 1:58 (Waylon Jennings) – Registrato il 18 marzo 1965

Lato B
1. You're Gonna Wonder About Me – 2:22 (Mel Tillis) – Registrato il 18 febbraio 1966
2. (That's What You Get) For Lovin' Me – 2:23 (Gordon Lightfoot) – Registrato il 17 febbraio 1966
3. Anita, You're Dreaming – 2:25 (Don Bowman, Waylon Jennings) – Registrato il 28 luglio 1965
4. Doesn't Anybody Know My Name – 2:52 (Rod McKuen) – Registrato il 17 febbraio 1966
5. Falling for You – 2:32 (Ralph Mooney) – Registrato il 16 febbraio 1966
6. I Wonder Just Where I Went Wrong – 2:18 (Don Bowman, Waylon Jennings) – Registrato il 16 marzo 1965

## Musicisti
Leavin' Town / You're Gonna Wonder About Me
- Waylon Jennings - voce solista
- Jerry Reed - chitarra
- Velma Smith - chitarra
- Charlie McCoy - chitarra
- Hargus Robbins - pianoforte
- Norbert Putnam - basso
- Jerry Carrigan - batteria
- Anita Kerr Singers (gruppo vocale) - accompagnamento vocale-cori
- Chet Atkins - produttore

Time to Bum Again / If You Really Want Me to I'll Go / Falling for You
- Waylon Jennings - voce solista
- Jerry Reed - chitarra
- James Wilkerson - chitarra
- Hargus Robbins - pianoforte
- Henry Strzelecki - basso
- Jerry Carrigan - batteria
- Richard Morris - percussioni
- Gruppo vocale sconosciuto - accompagnamento vocale-cori
- Chet Atkins - produttore

Baby, Don't Be Looking in My Mind
- Waylon Jennings - voce solista
- Gerald Gropp - chitarra
- Jerry Reed - chitarra
- Floyd Cramer - pianoforte
- Ray Stevens - vibrafono
- Henry Strzelecki - basso
- Kenneth Buttrey - batteria
- Anita Kerr Singers (gruppo vocale) - accompagnamento vocale-cori
- Chet Atkins - produttore

But That's Alright / Doesn't Anybody Know My Name / (That's What You Get) For Lovin' Me
- Waylon Jennings - voce solista
- Ray Edenton - chitarra
- Jerry Reed - chitarra
- Charlie McCoy - chitarra
- Hargus Robbins - pianoforte
- Henry Strzelecki - basso
- Jerry Carrigan - batteria
- Richard Morris - percussioni
- Gruppo vocale sconosciuto - accompagnamento vocale-cori
- Chet Atkins - produttore

Time Will Tell the Story
- Waylon Jennings - voce solista
- Gerald Gropp - chitarra
- Fred Carter, Jr. - chitarra
- Pete Wade - chitarra
- Paul Foster - chitarra
- Floyd Cramer - pianoforte
- Henry Strzelecki - basso
- Richard Albright - batteria
- Chet Atkins - produttore

Anita, You're Dreaming
- Waylon Jennings - voce solista
- Gerald Gropp - chitarra
- Jerry Reed - chitarra
- Floyd Cramer - pianoforte
- Ray Stevens - vibrafono
- Henry Strzelecki - basso
- Kenneth Buttrey - batteria
- Anita Kerr Singers (gruppo vocale) - accompagnamento vocale-cori
- Chet Atkins - produttore

I Wonder Just Where I Went Wrong
- Waylon Jennings - voce solista
- Gerald Gropp - chitarra
- Pete Wade - chitarra
- Hargus Robbins - pianoforte
- Paul Foster - basso
- Richard Albright - batteria
- Gruppo vocale sconosciuto - accompagnamento vocale-cori
- Chet Atkins - produttore[4]

Note aggiuntive
- Chet Atkins - produttore
- Registrazioni effettuate al RCA Victor's Nashville Sound Studio di Nashville, Tennessee (Stati Uniti)
- Jim Malloy e Bill Vandervort - ingegneri delle registrazioni
- Bobby Bare - note retrocopertina album[5]

## Classifica
Album
| Anno | Classifica         | Posizione raggiunta |
| ---- | ------------------ | ------------------- |
| 1966 | Top Country Albums | 3                   |

Singoli
| Anno | Titolo del brano                    | Classifica        | Posizione raggiunta |
| ---- | ----------------------------------- | ----------------- | ------------------- |
| 1966 | (That's What You Get) For Lovin' Me | Hot Country Songs | 9                   |
| 1966 | Anita, You're Dreaming              | Hot Country Songs | 17                  |
| 1966 | Time to Bum Again                   | Hot Country Songs | 17                  |